# Emily Potter
Emily Potter (ur. 10 października 1995 w Winnipeg) – kanadyjska koszykarka występująca na pozycji środkowej, reprezentantka kraju.
Opuściła rozgrywki 2014/2015 NCAA z powodu kontuzji. Została pierwszą zawodniczką w historii drużyny NCAA Utah Utes, która w trakcie swojej kariery akademickiej uzyskała ponad 1500 punktów, 900 zbiórek oraz 200 bloków. 
W kwietniu 2018 podpisała umowę z zespołem WNBA - Seattle Storm na czas obozu szkoleniowego. Została tym samym pierwszą w historii zawodniczką z kanadyjskiej prowincji Manitoba, która zawarła kontrakt z drużyną WNBA.
20 czerwca 2018 została zawodniczką Sunreef Yachts Politechniki Gdańskiej. 30 listopada opuściła klub bez rozegrania w jego barwach jakiegokolwiek spotkania.

## Osiągnięcia
Stan na 25 września 2018, na podstawie, o ile nie zaznaczono inaczej.
NCAA
- Uczestniczka rozgrywek turnieju Women's National Invitation Tournament (WNIT – 2016–2018)
- Zaliczona do:
  - I składu:
    - Pac-12 (2016, 2018)
    - defensywnego Pac-12 (2016)
    - Pac-12 All-Academic honorable mention (2016, 2018)

  - składu:
    - defensywnego honorable mention Pac-12 (2018)
    - CoSIDA Academic All-District Team (2018)

Reprezentacja
- Zdobywczyni pucharu Williama Jonesa (2014)[8]
- Brązowa medalistka mistrzostw świata U–17 (2012)
- Uczestniczka mistrzostw świata U–19 (2013 – 7. miejsce)